# Zibo
Zibo (kinesisk skrift: 淄博; pinyin: Zībó) er en by på præfekturniveau i provinsen Shandong i Kina. Præfekturet har et areal på 5.939 km² og en befolkning på 4.180.000 mennesker 2007).
I bjergene syd for byen har floden Yi he sine kilder, og i nord løber  Den gule flod.

## Kulturminder
En del af den store Qi-mur hvis opførelse  blev påbegyndt omkring 685 f.Kr. findes her i velbevaret tilstand, og  den er på Folkerepublikken Kinas liste over kulturminder. 

### Staten Qi
Det gamle Qi-riges hovedstad, Linzi, lå  øst for Zibo. Qi-riget var det sidste som  blev erobret af Qing-dynastiet i 221 f.Kr., og  dermed   fuldførte Kinas samling.
Resterne af den gamle hovedstad er også et fredet kinesisk kulturminde.

## Administrative enheder
Administrativt består Zibo af fem bydistrikter og tre amter:
- Bydistriktet Zhangdian (张店区), 360 km², 690.000 indbyggere, administrativt hovedsæde;
- Bydistriktet Zichuan (淄川区), 999 km², 670.000 indbyggere;
- Bydistriktet Boshan (博山区), 682 km², 470.000 indbyggere;
- Bydistriktet Linzi (临淄区), 668 km², 590.000 indbyggere;
- Bydistriktet Zhoucun (周村区), 263 km², 310.000 indbyggere;
- Amtet Huantai (桓台县), 499 km², 480.000 indbyggere;
- Amtet Gaoqing (高青县), 830 km², 360.000 indbyggere;
- Amtet  Yiyuan (沂源县), 1.637 km², 550.000 indbyggere.

## Erhvervslivliv
Zibo ligger i et område der er rigt på naturreourcer: Over 50 forskellige mineraler er blevet opdaget der. I området udvindes blandt andet bauxit, kul, jern og ler velegnet for keramik. Nord for Zibo er der store olie- og naturgasreserver. Zibo er en række gange blevet kåret til "en af Kinas 50 økonomisk stærkeste byer". 

## Trafik

### Jernbane
Jiaojibanen, en jernbanestrækning som løber vest-øst i Shandong mellem Jinan og Qingdao, har stoppested i Zibo. 
Qingdao-Taiyuan højhastighedstog standser her på sin vej fra Qingdao til Taiyuan.

### Veje
Kinas rigsvej 205 passerer gennem området. Den begynder i Shanhaiguan i Hebei og ender  mod syd i Shenzhen i provinsen Guangdong. Undervejs passerer den blandt andet Tangshan, Tianjin, Zibo, Huai'an, Nanjing, Wuhu, Sanming, Heyuan og Huizhou.
Kinas rigsvej 308 løber gennem området. Den begynder i Qingdao i Shandong og fører via Jinan til  Shijiazhuang i Hebei.
36°47′N 118°3′Ø / 36.783°N 118.050°Ø